# Temps de séjour
Le temps de séjour est le temps moyen nécessaire à un élément pour passer au travers d'un système à l'équilibre. Un moyen de déterminer ce temps est de calculer le temps nécessaire pour remplir le système avec l'élément étudié.
En génie chimique, le temps de séjour est utilisé pour caractériser les réacteurs qui travaillent avec des flux continus (réacteur continu et réacteur à écoulement piston).
Il correspond au temps moyen nécessaire à une molécule pour traverser le réacteur depuis le lieu d'introduction des réactifs jusqu'à la sortie. On le note en général {\displaystyle {\bar {t}}}.
Mathématiquement, la définition du temps de séjour est donnée par le premier moment de la distribution de temps de séjour

{\displaystyle {\overline {t}}=\int \limits _{0}^{\infty }t\cdot E(t)\,\mathrm {d} t}
Si la densité du milieu réactionnel est constante, le temps de séjour équivaut au temps de passage {\displaystyle \tau } du réacteur.